# Anta da Chaminé
Die Anta da Chaminé (deutsch Schornsteindolmen) liegt in einem Korkeichenhain, auf dem Hügel von Chamíné, südöstlich von São Geraldo bei Montemor-o-Novo im Distrikt Évora im Alentejo in Portugal. Anta ist die portugiesische Bezeichnung für etwa 5000 Megalithanlagen, die während des Neolithikums im Westen der Iberischen Halbinsel von den Nachfolgern der Cardial- oder Impressokultur errichtet wurden. Auch andere volkstümliche Begriffe wie Arcas, Orcas oder Lapas ersetzen in Portugal in der Regel den Begriff Dolmen. 
Die Anta besteht aus der Kammer mit einem Durchmesser von etwas mehr als 2,5 Metern, deren ursprüngliche Struktur aus sieben Granittragsteinen und der Deckenplatte sich noch halbwegs in situ befindet. Der nach Osten gerichtete Gang hat vier verstürzte Tragsteine an der Südseite und zwei an der Nordseite. Es gibt keine Spuren des Hügels oder der Abdeckung des Korridors, der mindestens 2,4 Meter lang war. Auf der Oberseite der Deckenplatte sind acht Schälchen eingraviert.
Nördlich liegt die Anta Da Comenda Grande oder Anta da Herdade das Comendas.